# Santiago Vázquez (Uruguai)
Santiago Vázquez és un petit poble d'uns 3.800 habitants (2006) ubicat uns 10 quilòmetres a l'oest de la ciutat de Montevideo, Uruguai, i a 22 km des del centre, sobre la desembocadura del riu Santa Lucía. Té la particularitat de ser l'únic centre poblat del departament que no es troba unit a la ciutat de Montevideo, encara que a la pràctica, se'l considera part de la seva àrea metropolitana.
Cal destacar al petit poble el pont giratori de ferro de fabricació anglesa i el passeig a la vora del riu. En les seves proximitats es troba el centre penitenciari homònim.